# RegionsAir
RegionsAir — колишня регіональна авіакомпанія Сполучених Штатів Америки зі штаб-квартирою в Регіональному аеропорту Смірна (Теннессі). Компанія експлуатувала як свої головні хаби Міжнародний аеропорт Ламберт Сент-Луїс, Міжнародний аеропорт Клівленда Хопкінс, Міжнародний аеропорт Нашвілл і Міжнародний аеропорт Ролі/Дарем.
RegionsAir працювала в рамках код-шерінгових угод з авіакомпанією American Airlines, надаючи послуги з перевезення пасажирів під торговою маркою (брендом) AmericanConnection з Міжнародного аеропорту Ламберт Сент-Луїс, і авіакомпанії Continental Airlines, надаючи послуги під брендом Continental Connection з Міжнародного аеропорту Клівленда Хопкінс.
Авіакомпанія RegionsAir припинила операційну діяльність 8 березня 2007 року, співробітники компанії були звільнені у квітні того ж року.

## Історія
Авіакомпанія була утворена 16 грудня 1996 року під назвою Corporate Express Airlines і змінила свою назву на Corporate Airlines в 1998 році. Комерційні перевезення виконувалися в умовах партнерської угоди з Midway Airlines, а з 2001 року було укладено код-шерінговий договір з авіакомпанією Trans World Airlines на виконання рейсів під брендом Trans World Express з транзитного вузла в Міжнародний аеропорт Ламберт Сент-Луїс.
Компанія черговий раз змінила свою назву на RegionsAir у травні 2004 року з метою покласти кінець постійній плутанині з майже аналогічними назвами інших регіональних авіаперевізників. RegionsAir входила в список учасників Федеральної програми США Essential Air Service (EAS) щодо забезпечення повітряного сполучення між невеликими населеними пунктами країни.
7 жовтня 2005 року авіаційна холдингова група «Viva International» опублікувала відкритий лист з пропозицією щодо придбання RegionsAir, сума передбачуваної покупки при цьому публічно не розголошувалася. Угода не відбулася з невідомих причин.
Авіакомпанія RegionsAir працювала під брендом AmericanConnection, виконуючи рейси з Міжнародного аеропорту Ламберт Сент-Луїс, аж до березня 2007 року. 8 березня Федеральна адміністрація з авіації США відкликала сертифікат експлуатанта в RegionsAir через невирішених до того часу проблем в області підготовки і сертифікації льотних кадрів авіакомпанії.

## Авіаподії і нещасні випадки
- 19 жовтня 2004 року, рейс 5966 Міжнародний аеропорт Ламберт Сент-Луїс (Міссурі) — Регіональний аеропорт Кірксвілл (Міссурі), Handley Page Jetstream реєстраційний номер N875JX. При заході на посадку в нічних умовах літак йшов нижче глісади, зачепив дерева і розбився перед злітно-посадковою смугою аеропорту. З 15 осіб на борту загинули 13 чоловік. Найбільш імовірною причиною катастрофи вважається помилка екіпажу, пов'язана з нездатністю пілотів провести візуальну орієнтування в нічних умовах[5][6].